# Paradexiospira
Paradexiospira är ett släkte av ringmaskar som beskrevs av Maurice Caullery och Mesnil 1897. Paradexiospira ingår i familjen Serpulidae.
Kladogram enligt Catalogue of Life och Dyntaxa:
| Paradexiospira | \| \| Paradexiospira cancellata \| \| \| \| \| \| Paradexiospira falklandicus \| \| \| \| \| \| Paradexiospira nakamurai \| \| \| \| \| \| Paradexiospira violacea \| \| \| \| \| \| Paradexiospira violaceus \| \| \| \| \| \| Paradexiospira vitrea \| \| \| \| |
|                | \| \| Paradexiospira cancellata \| \| \| \| \| \| Paradexiospira falklandicus \| \| \| \| \| \| Paradexiospira nakamurai \| \| \| \| \| \| Paradexiospira violacea \| \| \| \| \| \| Paradexiospira violaceus \| \| \| \| \| \| Paradexiospira vitrea \| \| \| \| |
|                | Paradexiospira cancellata |
|                | |
|                | Paradexiospira falklandicus |
|                | |
|                | Paradexiospira nakamurai |
|                | |
|                | Paradexiospira violacea |
|                | |
|                | Paradexiospira violaceus |
|                | |
|                | Paradexiospira vitrea |
|                | |